# Willoughby Hills (Ohio)
Willoughby Hills es una ciudad ubicada en el condado de Lake en el estado estadounidense de Ohio. En el Censo de 2010 tenía una población de 9485 habitantes y una densidad poblacional de 338,65 personas por km².

## Geografía
Willoughby Hills se encuentra ubicada en las coordenadas 41°35′5″N 81°25′57″O / 41.58472, -81.43250. Según la Oficina del Censo de los Estados Unidos, Willoughby Hills tiene una superficie total de 28.01 km², de la cual 27.79 km² corresponden a tierra firme y (0.79%) 0.22 km² es agua.

## Demografía
Según el censo de 2010, había 9485 personas residiendo en Willoughby Hills. La densidad de población era de 338,65 hab./km². De los 9485 habitantes, Willoughby Hills estaba compuesto por el 77.56% blancos, el 16.09% eran afroamericanos, el 0.03% eran amerindios, el 4.31% eran asiáticos, el 0.01% eran isleños del Pacífico, el 0.35% eran de otras razas y el 1.64% pertenecían a dos o más razas. Del total de la población el 1.28% eran hispanos o latinos de cualquier raza.